# 李才秀
李才秀（1932年—），女，四川人，中国舞蹈教育工作者，中央民族大学舞蹈学院的创始人。曾任中国舞蹈家协会常务理事。

## 家庭
丈夫赵自铎。